# Vladimir Gortan

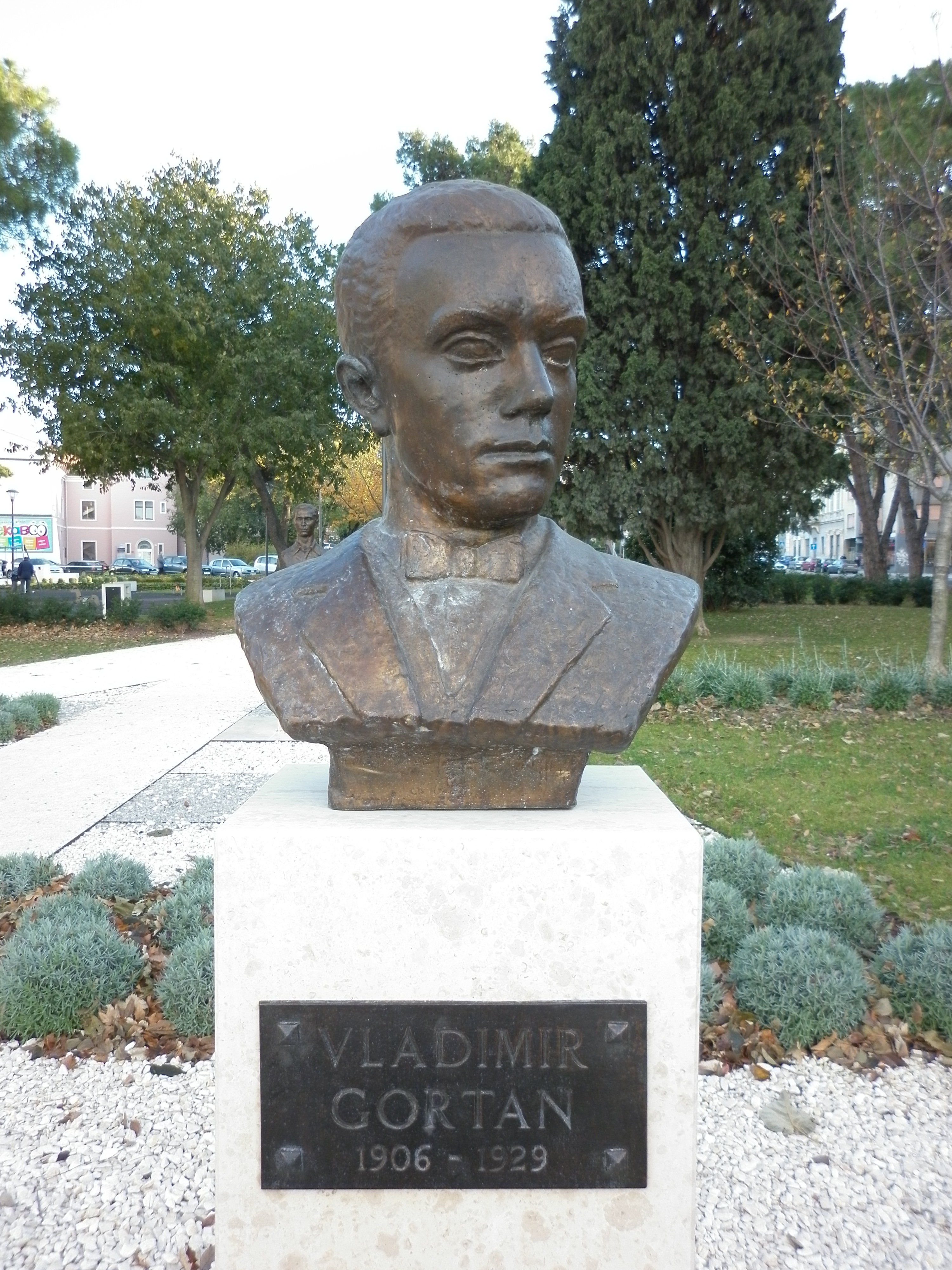
Gortans Büste in Pula

Vladimir Gortan (* 7. Juni 1904 in Beram bei Pazin; † 17. Oktober 1929 in Pula) war ein politischer Aktivist der kroatischen Minderheit in Italien.
Gortan war Mitglied der antifaschistischen Organisation TIGR (Triest-Istrien-Görz-Rijeka), welche Demonstrationen gegen die gewaltsame Italianisierung und eine faschistische Volksabstimmung in Istrien veranstaltete. Am Tag der Volksabstimmung, dem 24. März 1929, beteiligte er sich an einer bewaffneten Aktion, die darauf abzielte die gewaltsame Volksabstimmung zu behindern. Es sollte bewiesen werden, dass Istrien nicht befriedet oder internationalisiert werden konnte. Er wurde auf der Flucht gefasst und lange gefoltert. Ein Sondergericht in Rom verurteilte ihn zum Tode durch Erschießen, um somit die istrischen Kroaten einzuschüchtern. Aufgrund seines tapferen Durchhaltens wurde er rasch zum Symbol des nationalen und antifaschistischen Kampfes in Istrien.